# Hamilton County, Ohio
Hamilton County är ett administrativt område i delstaten Ohio, USA, med 802 374 invånare. Den administrativa huvudorten (county seat) är Cincinnati.

## Geografi
Enligt United States Census Bureau har countyt en total area på 1 069 km². 1 055 km² av den arean är land och 14 km² är vatten.

### Angränsande countyn
- Butler County - nord
- Warren County - nordost
- Clermont County - öst
- Boone County, Kentucky - sydväst
- Kenton County, Kentucky - syd
- Campbell County, Kentucky - sydost
- Dearborn County, Indiana - väst

### Orter
- Amberley
- Cleves
- Glendale
- North Bend
- Silverton
- Woodlawn